# ريني ديفيس
رينارد كوردون «ريني» ديفيس (بالإنجليزية: Rennie Davis)‏ (المولود في 23 مايو 1940) ناشط أمريكي مناهض للحرب في ستينيات القرن العشرين. كان واحدًا من شيكاغو سيفن المدّعى عليهم بتهمة الخروج في المظاهرات المناهضة للحرب والاحتجاجات واسعة النطاق في المؤتمر الوطني الديمقراطي في شيكاغو عام 1968. كان له دور تنظيمي بارز في حركة الاحتجاج الأمريكية المناهضة لحرب فيتنام في الستينيات.
في أوائل السبعينيات من القرن العشرين، أصبح ديفيس من أتباع غورو مهراج جي (بريم راوات) وبعثة النور الإلهي. بدأ ريني السفر كمحاضر روحيّ. أصبح أيضًا رأسماليًا مجازفًا، وأسس مؤسسة من أجل إنسانية جديدة للجمع بين هذه الأهداف.

## نشأته
وُلد في لانسنغ، ميشيغان، في عام 1941 لماري وريتشارد ديفيس، نشأ في بيريفيل، فرجينيا. عمل والده في واشنطن العاصمة القريبة كرئيس موظفي مجلس المستشارين الاقتصاديين في عهد الرئيس هاري ترومان. تخرّج ديفيس في كلية أوبرلين في أوهايو.
في الستينيات من القرن العشرين، أصبح ديفيس نشطًا في منظمة الطلاب من أجل مجتمع ديمقراطي. كان المديرَ الوطني لمشروعهم في برامج تنظيم المجتمع (مشروع البحث والعمل الاقتصادي أو إي آر إيه بي) في آن آربر، ميشيغان. أصبح ديفيس متحالفًا بشكل متزايد مع الجماعات المناهضة للحرب، وساعد في تنظيم الاحتجاجات والأحداث المرتبطة بها قبل المؤتمر الوطني الديمقراطي عام 1968 وأثنائه في شيكاغو للجنة التعبئة الوطنية لإنهاء الحرب في فيتنام «ذا موبي».

## المؤتمر الديمقراطي في شيكاغو ومحاكمة المؤامرة
كان ديفيس أحد المنظمين الرئيسيين في لجنة التعبئة الوطنية لإنهاء الحرب في فيتنام للتخطيط للاحتجاجات المناهضة للحرب في المؤتمر الوطني الديمقراطي لعام 1968. تفاوض دون جدوى للحصول على تصريح من مستشار مدينة شيكاغو توم فوران. في «أعمال شغب للشرطة» في غرانت بارك، كان ديفيس من بين المتظاهرين الذين تعرّضوا للضرب على أيدي ضباط شرطة شيكاغو، وأُصيب بارتجاج الدماغ. على عكس بعض القادة الآخرين، كان ديفيس ملتزمًا باللاعنف، ولكن إصابته على يد الشرطة زعزعت إيمان المتظاهرين المتبقي بجدوى السلامية.
كان شيكاغو إيت (المعروفين لاحقًا باسم شيكاغو سيفن) ثمانية رجال اتُّهموا بالتآمر والتحريض على أعمال الشغب، واتهامات أخرى تتعلق بالاحتجاجات العنيفة واللاعنفية التي وقعت في شيكاغو. شمل المتظاهرون الثمانية الذين أدانتهم هيئة المحلفين الكبرى في 20 مارس 1969: ديفيس وآبي هوفمان وجيري روبين وديفيد ديلينغر وتوم هايدن وجون فروينز ولي وينر وبوبي سيل زعيم حزب الفهود السود.
خلال الجزء الأول من المحاكمة، عُزلت قضية سيل عن قضية الآخرين. كان محامو الدفاع عن شيكاغو سيفن هم: وليام كونستلر وليونارد وينغلاس من مركز الحقوق الدستورية. كان القاضي هو يوليوس هوفمان. أما المدّعون فهما ريتشارد شولتز وتوم فوران. بدأت المحاكمة في 24 سبتمبر 1969. في 9 أكتوبر، استُدعي الحرس الوطني في إلينوي للانضمام إلى شرطة شيكاغو من أجل السيطرة على الحشود، إذ تجمهرت المظاهرات خارج قاعة المحكمة.
وأُدين ديفيس بالتحريض على الشغب، وحُكم عليه بالسجن خمس سنوات. وقد أُسقِطت إدانته بعد الاستئناف على الحكم.
في شهادته التي قدّمها في 23 يناير 1970، ذكرَ ديفيس أمام المحكمة الخطاب الذي ألقاه في جامعة شيكاغو في 20 نوفمبر 1967، وهكذا أدلى بأسبابه للتظاهر في المؤتمر الوطني للحزب الديمقراطي. أدت مقاطعة شهادته إلى رفع الدفاع بدعوى لبطلان المحاكمة. خلال خطابه، حمل ديفيس كرةً معدنية خضراء صغيرة، بحجم كرة التنس، وذكرَ كيف أنّ طائرة مقاتلة أمريكية من طراز إف-105 ألقت 640 منها على مدينة نام دينه، في فيتنام.
أوضحتُ أن قوة انفجار إحدى هذه الكرات تبلغ تقريبًا ثلاثة أضعاف قوةِ قنبلة يدوية قديمة الطراز ... وكل كائن حي مكشوفٍ في نطاقٍ يبلغ مساحته 1000 ياردة من هذه القنبلة الواحدة، تُقتل 90% من أيّ كائن حي في ذلك النطاق... سواء كان جاموس الماء أو صغير جاموس الماء. هذه القنبلة لا تدمر منصّة المحاضرة هذه ولا تُلحق الأذى بالجدران، أو السقف، أو الأرضية.. أما إذا أُسقطت على مدينة، فإنها تقضي على الحياة لكنها لا تضرّ بالمؤسسات. إنها السلاح المثالي، كما ترون، بالنسبة للعقلية التي ترى أن الحياة أقل قيمة من الممتلكات... وفي العام 1967، أخبرت الحكومة الأمريكية الرأي العام الأمريكي أنها لا تقصف في فيتنام الشمالية سوى الحديد والخرسانة.... زعمت الحكومة الأمريكية أنها تستهدف أهدافًا عسكرية فقط. ومع ذلك، فإن ما رأيته هو معابد باغودا مهدّمة، ومدارس مدمّرة، ومراكز سكانية مسوّاة بالأرض. ثم أعلنتُ أنني ذاهب إلى المؤتمر الوطني للحزب الديمقراطي لأنني أريد للعام أن يعرف بوجود الآلاف من الشباب في هذا البلد الذين لا يريدون رؤية اتفاقية مزورةً تمنحُ الموافقةَ لتمديد حرب ليندون جونسون أربع سنوات أخرى.
اعترض فوران على أن الأساليب والوسائل المستخدمة خلال حرب فيتنام لا علاقة لها بما إذا كان للناس في الولايات المتحدة الحق في السفر في الرحلات التجارية بين الولايات للتحريض على الشغب أم لا. وافقت المحكمة على الاعتراض، وتقدم كونستلر بطلب إبطال المحاكمة.

## بعثة النور الإلهي
في أوائل السبعينيات من القرن العشرين، أصبح ديفيس من أتباع غورو مهراج جي (بريم راوات). كان متحدثًا في حدث الألفية 73 الذي حظي بدعاية واسعة النطاق والذي نظمته بعثة النور الإلهي في أسترودوم هوستن. وصف ريني وصول غورو مهراج جي بأنه:
أعظم حدث في التاريخ. ... لو أننا نعرف من يكون، لزحفنا عبر أمريكا على أيدينا وركبنا لنريح رؤوسنا عند قدميه.
نقلت مجلة تكساس مانثلي عن ديفيس قوله: «ستُخلَّد هذه المدينة في ذاكرة الحضارة الإنسانية من كل الأعمار». تكهّنت مقالة افتتاحية في سان فرانسيسكو صانداي إكزامينر آنذاك ما إذا كان ديفيس قد خضع لعملية جراحية على الدماغ، واقترحت: «إذا لم يكن قد خضع لعملية، ربما عليه أن يجرّب واحدة».

## مؤسسة من أجل إنسانية جديدة
أصبح ديفيس فيما بعد رأسماليًا مجازفًا ومحاضرًا في التأمل والوعي الذاتي. وهو مؤسس مؤسسة من أجل إنسانية جديدة، وهي شركة تطوير التقنية ورأس المال الاستثماري التي تسوّق لتقنيات مبتكرة.
ظهر ريني في لاري كينغ لايف وباربرا والترز وسي إن إن وفيل دوناهو وفي إتش وان وبرامج الشبكة الأخرى. وهو يستشير ويقدّم المشورة في استراتيجيات الأعمال لشركات فورتشين 500.
عاد ديفيس إلى شيكاغو لحضور المؤتمر الوطني الديمقراطي لعام 1996 والتحدث في «مهرجان الحياة» في غرانت بارك. ظهر في اللجنة مع الناشط توم هايدن وناقش «الموازنة التدريجية لليمين الديني».

قال ديفيس في مقال نُشر في أيوا سورس في عام 2005:
لو أردت إجراء مسح لما يسبب البؤس على الأرض، من المحتمل أن تندرج الأسباب ضمن ثلاث فئات واسعة. الأولى، يمكننا أن نسميها الأنظمة: الاقتصاد والإيدز والإرهاب -الأشياء التي تكون «أنظمة» بطبيعتها. والثانية، قائمة بكل من نلومهم: بوش هو سبب بؤسي وزوجتي السابقة ومديري. والثالثة، هي الأشياء غير المتوقعة تمامًا: إعصار عبر المدينة وتسونامي والأحداث الخارجة عن سيطرتنا الظاهرة. إن الشيء المشترك في هذه القائمة الطويلة -وهو أمر يتفق عليه الجميع- هو أن سبب البؤس أشياءٌ خارج «نفسي». لكن سبب بؤسنا هو بالتأكيد ليس الذي نظنه السبب. هذه ليست وجهة نظر جديدة. من المؤكد أن القديسين والفلاسفة في كل جيل قد قالوا إذا كنت تريد تغيير العالم، فعليك تغيير نفسك.

## الوفاة
توفي ديفيس في 2 فبراير 2021، في منزله في بلدة بيرثود، بولاية كولورادو. كان يبلغ 80 عامًا، ومصابًا باللمفوما (سرطان الغدد الليمفاوية)، الذي اكتُشف قبل أسبوعين فقط من وفاته.

## في الثقافة الشعبية
- أدّى روبرت كارادين دور ريني ديفيس في الفيلم من العام 1987، المؤامرة: محاكمة شيكاغو 8.[13]
- مثّل ديفيس بصوته الشخصي في فيلم الرسوم المتحركة الوثائقي من العام 2007، شيكاغو 10.[14]
- في فيلم متهمّو شيكاغو الثمانية من العام 2010، أدّى بريت هاريسون دور ديفيس. [15]
- أدّى أليكس شارب دور ديفيس في الفيلم الدرامي من العام 2020 محاكمة متهمي شيكاغو السبعة.

## وصلات خارجية
- ريني ديفيس على موقع الموسوعة البريطانية (الإنجليزية)